# Championnats d'Europe d'escrime 2006
Navigation
Édition précédente Édition suivante
Les championnats d’Europe d'escrime 2006 ont été disputés à Izmir en Turquie entre le 4 juillet 2006 et le 9 juillet 2006. La compétition organisée par la Fédération turque d’escrime, sous l’égide de la Confédération européenne d'escrime a vu s’affronter 382 tireurs de 37 pays européens lors de 9 épreuves différentes.
Ce fut la première fois que la Turquie accueillait une compétition d’escrime majeure. La compétition a eu lieu dans la troisième ville du pays, dans la salle polyvalente Halkapınar Spor Salonu avec une capacité de 9 000 spectateurs.
La Russie a été la nation la plus titrée, suivie de la Hongrie et de la Roumanie.

## Résultats
| Épreuves                               | Or                                                                                   | Argent                                                                             | Bronze                                                                                 |
| -------------------------------------- | ------------------------------------------------------------------------------------ | ---------------------------------------------------------------------------------- | -------------------------------------------------------------------------------------- |
| Épée                                   |                                                                                      |                                                                                    |                                                                                        |
| Hommes individuel résultats détaillés  | Iván Kovács                                                                          | Bastien Sicot                                                                      | Alfredo Rota                                                                           |
| Hommes par équipes résultats détaillés | Hongrie- Gábor Boczkó - Iván Kovács - Géza Imre - Attila Fekete                      | Pologne- Robert Andrzejuk - Krzysztof Mikolajczak - Tomasz Motyka - Adam Wiercioch | Italie- Stefano Carozzo - Alfredo Rota - Paolo Milanoli - Diego Confalonieri           |
| Femmes individuel résultats détaillés  | Claudia Bokel                                                                        | Tatiana Logounova                                                                  | Nadiya Kazimirchuk                                                                     |
| Femmes par équipes résultats détaillés | Roumanie- Anca Bacioiu - Ana Maria Brânză - Loredana Iordachioiu - Iuliana Măceșeanu | Hongrie- Adrienn Hormay - Timea Nagy - Emese Szasz - Hajnalka Toth                 | Allemagne- Claudia Bokel - Imke Duplitzer - Britta Heidemann - Marijana Markovic       |
| Fleuret                                |                                                                                      |                                                                                    |                                                                                        |
| Hommes individuel résultats détaillés  | Ralf Bissdorf                                                                        | Richard Kruse                                                                      | Brice Guyart                                                                           |
| Hommes par équipes résultats détaillés | France- Sébastien Coutant - Brice Guyart - Grégory Koenig - Térence Joubert          | Pologne- Wojciech Szuchnicki - Radosław Glonek - Sławomir Mocek - Michal Majewski  | Russie- Andrey Deyev - Yury Molchan - Sergey Tikhonov - Dmitri Petrov                  |
| Femmes individuel résultats détaillés  | Ianna Rouzavina                                                                      | Elisa Di Francisca                                                                 | Claudia Pigliapoco                                                                     |
| Femmes par équipes résultats détaillés | Russie- Svetlana Bojko - Julia Chakimova - Ianna Rouzavina - Aida Shanayeva          | Roumanie- Andreea Andrei - Cristina Ghita - Roxana Scarlat - Cristina Stahl        | Pologne- Karolina Chlewińska - Sylwia Gruchala - Magdalena Mroczkiewicz - Anna Rybicka |
| Sabre                                  |                                                                                      |                                                                                    |                                                                                        |
| Hommes individuel résultats détaillés  | Aleksey Yakimenko                                                                    | Volodymyr Lukashenko                                                               | Julien Pillet                                                                          |
| Hommes par équipes résultats détaillés | Roumanie- Mihai Covaliu - Rareș Dumitrescu - Constantin Sandu - Florin Zalomir       | Hongrie- Zsolt Nemcsik - Tamás Decsi - Balázs Lengyel - Balazs Lontay              | Russie- Aleksey Yakimenko - Aleksey Frosin - Stanislav Pozdniakov - Nikolay Kovalev    |
| Femmes individuel résultats détaillés  | Sofia Velikaïa                                                                       | Olha Kharlan                                                                       | Ilaria Bianco                                                                          |
| Femmes par équipes résultats détaillés | Russie- Sofia Velikaïa - Ekaterina Fedorkina - Ekaterina Diatchenko - Elena Nechaeva | Pologne- Bogna Jóźwiak - Aleksandra Socha - Irena Więckowska - Lidia Sołtys        | France- Anne-Lise Touya - Solenne Mary - Léonore Perrus - Cécile Argiolas              |

## Tableau des médailles
| Rang  | Nation      | Or | Argent | Bronze | Total |
| ----- | ----------- | -- | ------ | ------ | ----- |
| 1     | Russie      | 5  | 1      | 3      | 9     |
| 2     | Hongrie     | 2  | 2      | 0      | 4     |
| 3     | Roumanie    | 2  | 1      | 2      | 5     |
| 4     | Allemagne   | 2  | 0      | 2      | 4     |
| 5     | France      | 1  | 1      | 3      | 5     |
| 6     | Pologne     | 0  | 3      | 3      | 6     |
| 7     | Ukraine     | 0  | 2      | 1      | 3     |
| 8     | Italie      | 0  | 1      | 4      | 5     |
| 9     | Royaume-Uni | 0  | 1      | 0      | 1     |
| Total | Total       | 12 | 12     | 18     | 42    |

## Coupe des Nations
| Rang | Pays               | Points |
| 1er  | Russie             | 438    |
| 2e   | France             | 324    |
| 3e   | Pologne            | 292    |
| 4e   | Hongrie            | 274    |
| 5e   | Italie             | 262    |
| 6e   | Roumanie           | 254    |
| 7e   | Allemagne          | 248    |
| 8e   | Ukraine            | 224    |
| 9e   | Royaume-Uni        | 108    |
| 10e  | Autriche           | 94     |
| 11e  | Bielorussie        | 80     |
| 12e  | Turquie            | 76     |
| 13e  | Pays-Bas           | 72     |
| 14e  | Estonie            | 62     |
| -    | Israël             | 62     |
| 16e  | République tchèque | 48     |
| 17e  | Espagne            | 40     |
| 18e  | Suisse             | 34     |
| 19e  | Géorgie            | 28     |
| 20e  | Portugal           | 26     |
| 21e  | Belgique           | 20     |
| 22e  | Azerbaïdjan        | 18     |
| 23e  | Serbie             | 16     |
| 24e  | Slovaquie          | 14     |
| 25e  | Bulgarie           | 12     |
| 26e  | Lituanie           | 10     |
| 27e  | Grèce              | 8      |
| 28e  | Norvège            | 6      |
| 29e  | Croatie            | 4      |
| -    | Moldavie           | 4      |
| -    | Macédoine          | 4      |
| 32e  | Slovénie           | 2      |
| -    | Arménie            | 2      |
| -    | Irlande            | 2      |
| -    | Finlande           | 2      |